# Michael Emerson
Michael Emerson (Cedar Rapids, 7 september 1954) is een Amerikaanse toneel-, film- en televisieacteur. Hij is tegenwoordig het bekendst van zijn rol in de film Saw en de televisieseries Lost en Person of Interest.

## Levensloop
Emerson werd geboren in Cedar Rapids in de Amerikaanse staat Iowa, maar hij groeide op in het nabijgelegen Toledo. Nadat hij in 1976 afstudeerde van Drake University in Des Moines, waar hij theater en kunst studeerde, verhuisde hij naar New York. Omdat hij er geen acteerwerk kon vinden ging hij aan de slag als tekenaar en retailverkoper. In 1986 verhuisde hij met zijn eerste vrouw naar Jacksonville in Florida. Daar speelde hij van 1986 tot 1993 in meerdere lokale producties en werkte hij als docent.

### Acteercarrière
In de jaren 90 besloot Emerson een studie te volgen voor een Master in Fine Arts, waardoor hij in contact kwam met vakmensen uit de theaterwereld. Na de studie keerde hij terug naar New York, waar hij een rol speelde op het theaterfestival Alabama Shakespeare Festival.
Emerson beleefde zijn grote doorbraak in 1997 toen hij de rol van Oscar Wilde vertolkte in het toneelstuk Gross Indecency: The Trials of Oscar Wilde van toneelschrijver Moisés Kaufman. Daarna speelde hij in nog enkele onderscheiden toneelstukken. In 1998 was hij met Uma Thurman te zien in een nieuwe versie van 17e-eeuwse toneelstuk The Misanthrope. Daarna was hij nog te zien in de toneelstukken The Iceman Cometh (met Kevin Spacey), Give Me Your Answer, Do! en Hedda Gabler.
Begin 21ste eeuw brak Emerson ook door in de film- en televisiewereld. In 2001 won hij een Emmy Award voor "beste gastacteur in een dramaserie" voor het spelen van de seriemoordenaar William Hinks in meerdere afleveringen van de serie The Practice.
In 2004 speelde Emerson de rol van Zep Hindle in de horrorfilm Saw. In datzelfde jaar speelde hij ook een rol in de komediefilm Straight-Jacket.
Sinds 2006 speelt hij de rol van Ben Linus (aanvankelijk staat hij bekend onder de naam "Henry Gale") in Lost. Hij speelt de leider van een beschaving die aanwezig is op een eiland waar een groep overlevenden van een vliegtuigongeluk moet zien te overleven. Aanvankelijk heeft Emerson een vrij kleine rol en zou hij in weinig afleveringen spelen, maar in het derde seizoen van de serie kreeg hij een prominentere rol. Dat leidde tot een Emmy-nominatie en een Saturn Award-nominatie voor zijn acteerprestaties.
Emerson ontmoette zijn tweede vrouw, actrice Carrie Preston, toen hij een rol had in een toneelstuk van Hamlet in Alabama. De twee trouwden in 1998. In 2004 speelde ze beiden in de film Straight-Jacket. In de Lost-aflevering The Man Behind the Curtain speelt Preston de moeder van Emersons personage in de flashbacks.
Emersons stem werd meerdere malen gebruikt voor geluidsboeken.

## Filmografie

### Film
- Jumping off Bridges (als Frank Nelson), 2006
- The Legend of Zorro (als Harrigan), 2005
- 29th and Gay (als "Gorilla"-medewerker), 2005
- Straight-Jacket (als Victor), 2004
- Saw (als Zep Hindle), 2004
- The Laramie Project (als Reverend), 2002
- The Impostors (als de assistent van Burtom), 1998
- Playing by Heart (als Bosco), 1998

### Televisie
- The Practice (als William Hinks), (2000–2001)
- Law & Order: Criminal Intent (in de aflevering "Phantom" als Gerald "Gerry" Rankin), (2001)
- The X-Files (in de aflevering "Sunshine Days" als Oliver Martin), (2002)
- Law & Order: Special Victims Unit (in de aflevering "Ritual" als Allan Shaye), (2004)
- The Inside (in de aflevering "Pre-Filer" als Marty Manning), (2005)
- Lost (als Benjamin Linus), (2006-2010)
- Person of Interest (als Harold Finch), (2011-2016)
- Arrow (televisieserie) (als Cayden James), (2017-2018)
- Fallout (televisieserie) (als Siggi Wilzig) (2024)

### Theater
- The Importance of Being Earnest, Arkansas Repertory Theatre, 1990
- Parts Unknown, Players-By-The-Sea Theatre, Jacksonville Beach, Florida, 1993
- Amadeus, Arkansas Repertory Theatre, 1995
- Gross Indecency: The Trials of Oscar Wilde (als Oscar Wilde), Minetta Lane Theatre, 1997–1998
- The Misanthrope, Classic Stage Company, 1998
- The Iceman Cometh (als Willie Oban), Brooks Atkinson Theatre, 1999
- Give Me Your Answer, Do! (as David Knight), Gramercy Theatre, off-Broadway, 1999–2000
- Hedda Gabler (als George Tesman), Williamstown Theatre Festival, 2000
- Hedda Gabler (als George Tesman), Ambassador Theatre, Broadway, 2001–2002
- Only the End of the World (als Louis), Theatre 3, 2002
- Frequency Hopping (als George Antheil), Hourglass Group, 2002
- Tartuffe (als Cleante), American Airlines Theatre, Broadway, 2003
- Measure for Measure (als Duke Vincentio), California Shakespeare Theater, Orinda, California, 2003
- Someone Who'll Watch Over Me, The Ridgefield Playhouse for Movies and the Performing Arts, 2004
- Hamlet (als Ghost, Claudius, Osric, en Guildenstern), McCarter Theatre Center, Princeton, New Jersey, 2005
- Bach at Leipzig (als Schott), New York Theatre Workshop, 2005